# Барон Страткона и Маунт-Ройал

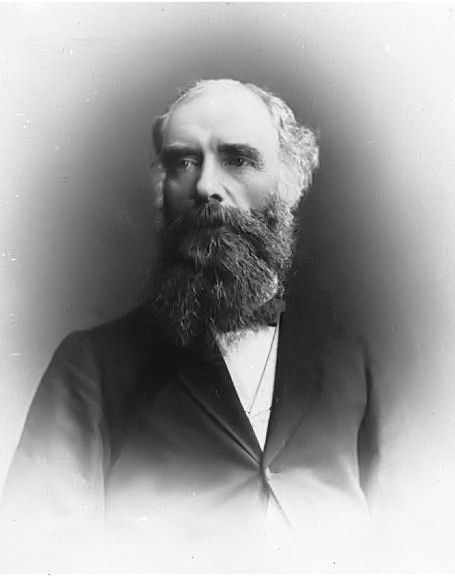
Дональд Смит, 1-й барон Страткона и Маунт-Ройал (1820—1914)

Барон Страткона и Маунт-Ройал из Маунт-Ройал в провинции Квебек в доминионе Канада и Гленко в графстве Аргайл — наследственный титул в системе Пэрства Соединённого королевства. Он был создан 26 июня 1900 года для канадского финансиста и политика Дональда Смита, 1-го барона Страткона и Маунт-Ройал (1820—1914). Еще 23 августа 1897 года для него был создан титул барона Страткона и Маунт-Ройал из Гленко в графстве Аргайл и Маунт-Ройал в провинции Квебек в доминионе Канада. Этот титул также входил в систему Пэрства Соединённого королевства.
После его смерти в 1914 году баронский титул 1897 года прервался, а титул 1900 года унаследовала его дочь, Маргарет Шарлотта, 2-я баронесса Стракона и Маунт-Ройал (1854—1926). Она была замужем за хирургом Робертом Джаредом Блиссом Говардом. Их старший сын, Дональд Стерлинг Палмер Говард, 3-й барон Страткона и Маунт-Ройал (1891—1959), представлял Северный Камберленд в британской Палате общин от партии юнионистов (1922—1926), а также занимал посты капитана йоменской гвардии (1931—1934) и заместителя военного министра (1934—1939). 
По состоянию на 2024 год носителем титула являлся внук последнего, Дональд Александр Смит Говард, 5-й барон Страткона и Маунт-Ройал, который сменил своего отца в 2020 году  Дональда Эуана Палмера Говарда, 4-го барона Страткона и Маунт-Ройал (1923—2018), который занимал должность государственного министра обороны в правительстве Маргарет Тэтчер (1979—1981).
1-й барон Страткона и Маунт-Ройал завещал почти 2 миллиона долларов учебным заведениям, в том числе 500 тысяч долларов Йельскому университету. Шеффилд-Стерлинг-Страткона-холл, класс и административное здание на территории Йельского университета названы в его честь.

## Бароны Страткона и Маунт-Ройал, первая креация (1897)
- 1897—1914: Дональд Александр Смит, 1-й барон Страткона и Маунт-Ройал (6 августа 1820 — 21 января 1914), второй сын Александра Смита (1786—1847) и Барбары Стюарт (ум. 1874). Депутат канадского парламента от Селкирка (1870—1880) и Западного Монреаля (1887—1896), председатель Банка Монреаль (1897—1905), губернатор компании Гудзонова залива (1889—1914), канадский верховный комиссар в Соединённом королевстве (1896—1914).

## Бароны Страткона и Маунт-Ройал, вторая креация (1900)
- 1900—1914: Дональд Александр Смит, 1-й барон Страткона и Маунт-Ройал (6 августа 1820 — 21 января 1914), второй сын Александра Смита (1780—1847) и Барбары Стюарт (ум. 1874);
- 1914—1926: Маргарет Шарлотта Говард, 2-я  баронесса Страткона и Маунт-Ройал (17 января 1854 — 18 августа 1926), единственная дочь предыдущего, жена с 1888 года Роберта Джареда Блисса Говарда (1859—1921);
- 1926—1959: Дональд Стерлинг Палмер Говард, 3-й барон Страткона и Маунт-Ройал (14 января 1891 — 22 февраля 1959), старший сын предыдущих;
- 1959—2018: Дональд Эуан Палмер Говард, 4-й барон Страткона и Маунт-Ройал (26 ноября 1923 — 16 июня 2018), старший сын предыдущего;
- 2018 — настоящее время: Дональд Александр Смит Говард, 5-й барон Страткона и Маунт-Ройал (род. 24 июня 1961), старший сын предыдущего;
  - Наследник титула: достопочтенный Дональд Ангус Руайдри Ройал (род. 29 сентября 1994), единственный сын предыдущего.

## Фотографии
- Lord Strathcona in 1871 — McCord Museum
- Lord Strathcona in 1895 — McCord Museum
- Lord Strathcona in 1908 — McCord Museum